# Stazione di Tassignano-Capannori
La stazione di Tassignano-Capannori è una stazione ferroviaria posta sulla linea Firenze-Lucca. Serve il territorio comunale di Capannori, ed in particolare la frazione di Tassignano.
La stazione dispone di 2 binari completi di banchina. Un sottopassaggio ciclo-pedonale consente di raggiungere l'altro lato del paese oltre la ferrovia. 
Lo scalo è operativo da metà '800 e nel 1926 fu aggiunta la copertura.

## Movimento
La stazione nel 2007 era frequentata da un traffico giornaliero di 28 persone.

## Servizi
La stazione, che Rete Ferroviaria Italiana classifica nella categoria bronze, dispone di:
- Biglietteria automatica